# ラファエウ・コエーリョ・ルイス
ラファエウ・コエーリョ・ルイス（Rafael Coelho Luiz、1988年5月20日 - ）は、ブラジルのサッカー選手。

## クラブ歴
フィゲイレンセFCの下部組織出身。2012年に広州富力足球倶楽部に移籍しアジアに渡ると2014年に長春亜泰足球倶楽部、ブリーラム・ユナイテッドFCに所属した。ブリーラム・ユナイテッドではトレーニング中に怪我を負ってしまい、リーグでの出場を断念する事となった。そのため、ブリーラム・ユナイテッドではタイ・リーグカップ、タイFAカップのみの出場に止まった。
2015年11月にはヴィクトル・シモインス・ジ・オリヴェイラが負傷した代わりとしてインディアン・スーパーリーグのFCゴアに加入。2得点とPK2本を獲得する活躍を見せた。2016年のオフシーズンにクルーベ・ナウチコ・カピバリベにレンタル移籍した後、復帰。FCプネー・シティ戦での得点を含む5得点とマンダル・ラオ・デッサイ、サヒル・タヴォラへの1アシストずつを決めた。

## タイトル

### クラブ
フィゲイレンセ
- カンピオナート・カタリネンセ: 2006, 2008

ブリーラム・ユナイテッド
- タイ・プレミアリーグ: 2015[3]
- タイ・リーグカップ: 2015
- タイFAカップ: 2015
- コー・ロイヤルカップ: 2015
- メコンクラブチャンピオンシップ: 2015

チェンライ・ユナイテッド
- タイFAカップ: 2017

### 個人
- コパ・ド・ブラジル得点王: 2011